# Simone Signoretová
Simone Signoretová, nepřechýleně Simone Signoret, rodným jménem Henriette Charlotte Simone Kaminker (25. března 1921, Wiesbaden – 30. září 1985, Autheuil-Authouillet, Eure) byla francouzská filmová herečka, držitelka mnoha filmových cen.

## Život a kariéra
Simone Signoretová se narodila v roce 1921 ve Wiesbadenu v Porýní jako nejstarší dítě André Kaminkera a Georgette Signoretové. Její otec, narozený ve Francii, byl synem polského Žida, obchodníka s diamanty. Matka pocházela z nemajetné, francouzské, křesťanské rodiny. Rodičům Simone se později, po návratu do Francie, narodili ještě dva synové, Alain a Jean-Pierre. Otec pracoval jako novinář v Poste Parisien, později také jako tlumočník. Ve francouzském rozhlase použil jako první simultánní tlumočení v přímém přenosu projevu Adolfa Hitlera z Norimberku v roce 1934. Po narození synů se ale rodině stále více vzdaloval a nechával matku samotnou vychovávat jejich děti.
Simone získala základní vzdělání na školách v Neuilly-sur-Seine, městečku poblíž Paříže, kde rodina bydlela. Na chlapeckém lyceu tam v té době působil jako učitel filosofie Jean-Paul Sartre a Simone měla, prostřednictvím svých kamarádů, možnost seznámit se s jeho myšlenkami. Maturitu složila ve Vannes v Bretani, kde byla s matkou a bratry na prázdninách a kde po vypuknutí 2. světové války ještě nějaký čas zůstali. Když přišli Němci i sem, vrátila se rodina do opuštěného bytu v Neuilly-sur-Seine. Po okupaci Francie, otec využil příležitosti a mezi prvními odcestoval do Anglie, kde se zapojil do protiněmeckého odboje v organizaci France libre, založené v roce 1940 generálem de Gaullem. Působil též jako rozhlasový komentátor stanice Radio Brazzaville.
Po maturitě Simone nejprve dávala soukromé hodiny latiny a angličtiny mladším žákyním. V roce 1941 dostala, na přímluvu matky své spolužačky Corinne, paní Luchaireové, místo asistentky sekretářky jejího manžela. Jean Luchaire byl šéfredaktorem listu Le Petit Parisien a chystal se vydávat nový večerník s názvem Nouveaux Temps. Brzy se však ukázalo, že jde o kolaborantský list a Simone po několika měsících opustila práci se souhlasem své matky, i když její plat byl jediným trvalým příjmem čtyřčlenné rodiny. Spolužačka Corinne Luchaireová, která se v té době začala prosazovat jako herečka, ji dojednala práci statistky u filmu.
Simone se pak, díky svému fyzickému vzhledu a hlavně talentu, propracovala ze statistky, přes herečku malých rolí až do velkých filmových studií. Ztvárnila řadu výrazných rolí pod vedením uznávaných filmových režisérů, mezi kterými byli Marcel Carné, Luis Buñuel, Stanley Kramer nebo Jean-Pierre Melville. Jako své umělecké jméno si zvolila dívčí příjmení své matky, Signoretová. Jejími filmovými partnery byli slavní herci Jean Gabin, Yves Montand, Alain Delon a řada dalších. Stala se držitelkou mnoha filmových cen a vrcholem její filmové kariéry bylo udělení Oscara za rok 1959 za roli ve filmu Místo nahoře, přičemž byla první francouzskou herečkou, která cenu americké filmové akademie kdy získala.
Kromě celovečerních filmů hrála i v krátkometrážních snímcích a také v televizních filmech a seriálech.
Vytvořila též několik pozoruhodných divadelních rolí. Za neúspěch, dle svého mínění, považovala vystoupení v roli Lady Mackbeth v inscenaci Shakespeareovy hry Mackbeth v Londýně v roce 1966. Důvodem však nebyl její herecký výkon, ale její angličtina, ve které se nedokázala zbavit francouzského přízvuku, což se nelíbilo především kritikům.
Zemřela ve věku 64 let, 30. září 1985, na rakovinu slinivky, v Autheuil-Authouillet a je pohřbena na hřbitově Père Lachaise v Paříži. Do stejného hrobu byl, po své smrti v roce 1991, uložen i Yves Montand.

### Osobní život
V roce 1943 se Simone Signoretová seznámila s filmovým režisérem Yves Allégretem. V roce 1946 se jim narodila dcera Catherine Allégretová. V roce 1948 se Simone Signoretová za otce své dcery provdala, ale rok poté se zamilovala do mladého zpěváka Yves Montanda. S Allégretem
se rozvedla a v roce 1951 se provdala za Montanda.
Manželství s Montandem bylo bezdětné, ale vychovávali spolu Simoninu dceru Catherine z prvního manželství, která se později též stala herečkou. Měli malý byt v Paříži a dům, který si koupili v roce 1954 v Autheuil-Authouillet, kde trávili volné chvíle, často ve společnosti svých přátel. Oba byli považování za levicové intelektuály a často se spekulovalo o jejich příslušnosti ke komunistické straně. Měli mnoho přátel mezi mladými dělníky i komunisty. Signoretová ani Montand však nikdy nebyli členy komunistické strany, protože nesouhlasili s jejím přístupem ke kultuře. Po celý život vystupovali jako angažovaní nestraníci doma, ve Francii, i ve východních či západních zemích, které navštívili.

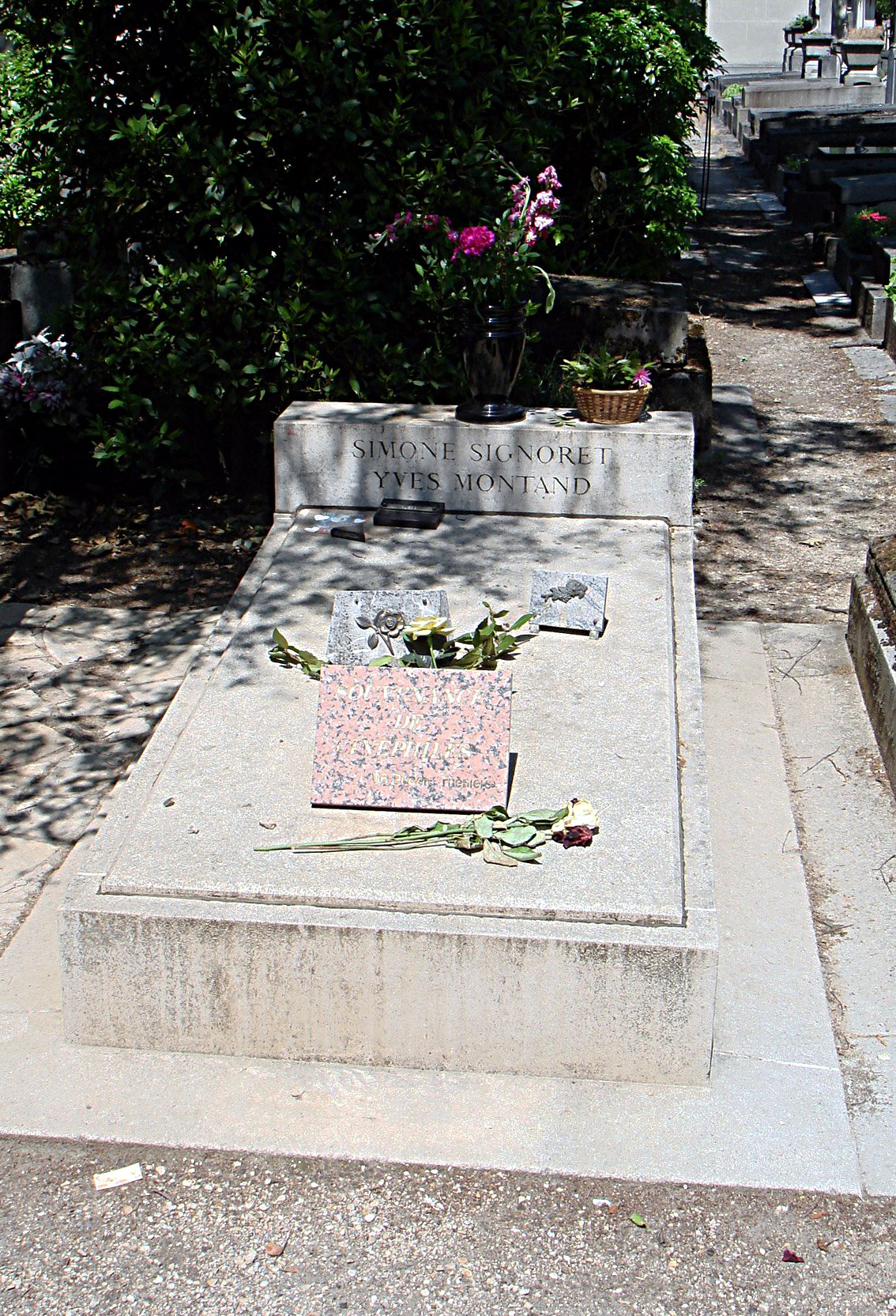
Společný hrob Simone Signoretové a Yves Montanda na hřbitově Père Lachaise v Paříži

Simone Signoretová doprovázela Montanda při jeho turné po východní Evropě, spolu navštívili i Československo a další země tehdejšího socialistického bloku a setkali se osobně s jeho nejvyššími představiteli. Životní úroveň, kulturu a architekturu těchto zemí zachytila Signoretová ve své knize vzpomínek La nostalgie n’est plus ce qu’elle était (Nostalgie už není, čím bývala, 1997).
Cestovali spolu také do Velké Británie a USA, kde Montand filmoval a kde často pobývali ve společnosti filmových hvězd. Mezi jejich přátele patřily herečky Marilyn Monroe, Vanessa Redgrave i Jane Fondová.
Pro Simone Signoretovou byl Montand nejen manželem, ale i nejlepším přítelem. Ani krátké milostné eskapády Montanda, například románek s Marilyn Monroe při natáčení filmu Let's Make Love (Milujme se), nenarušily pevnost jejich svazku a manželství s ním trvalo až do její smrti v roce 1985.

## Filmografie (výběr)
- 1942 : Návštěva z temnot (Les Visiteurs du soir), režie Marcel Carné
- 1950 : Manéže (Manèges), režie Yves Allégret
- 1950 : Rej (La Ronde), režie Max Ophüls
- 1951 : Adresát neznámý (Sans laisser d'adresse), režie Jean-Paul Le Chanois
- 1952 : Casque d'or (Casque d'or), režie Jacques Becker
- 1953 : Tereza Raquinová (Thérèse Raquin), režie Marcel Carné
- 1955 : Ďábelské ženy (Les Diaboliques), režie Henri-Georges Clouzot
- 1956 : La Mort en ce jardin (La Mort en ce jardin), režie Luis Buñuel
- 1957 : Čarodějky ze Salemu (Les Sorcières de Salem), režie Raymond Rouleau
- 1959 : Místo nahoře (Room at the Top), režie Jack Clayton
- 1960 : Adua a její družky (Adua e le compagne), režie Antonio Pietrangeli
- 1961 : Amours célèbres (Amours célèbres), režie Michel Boisrond
- 1961 : Barabáš (Barabba), režie Richard Fleischer
- 1962 : Období zkoušek (Term of Trial), režie Peter Glenville
- 1963 : Den a hodina (Le Jour et l'heure), režie René Clément
- 1963 : Dragées au poivre (Dragées au poivre), režie Jacques Baratier
- 1963 : Nejkratší den (Il Giorno più corto), režie Sergio Corbucci
- 1965 : Loď bláznů (Ship of Fools), režie Stanley Kramer
- 1965 : Zločin v expresu (Compartiment tueurs), režie Costa-Gavras
- 1966 : Hoří v Paříži? (Paris brûle-t-il?), režie René Clément
- 1966 : Smrtelný případ (The Deadly Affair), režie Sidney Lumet
- 1967 : Games (Games), režie Curtis Harrington
- 1969 : Armáda stínů (L'Armée des ombres), režie Jean-Pierre Melville
- 1969 : Mr. Freedom (Mr. Freedom), režie William Klein
- 1970 : Doznání (L'Aveu), režie Costa-Gavras
- 1971 : Kočka (Le Chat), režie Pierre Granier-Deferre
- 1971 : Vdova Coudercová (La Veuve Couderc), režie Pierre Granier-Deferre
- 1973 : Spálené stodoly (Les Granges brûlées), režie Jean Chapot
- 1976 : Policejní kolt vzor 357 (Police Python 357), režie Alain Corneau
- 1982 : Guy de Maupassant (Guy de Maupassant), režie Michel Drach
- 1982 : Hvězda severu (L'Étoile du Nord), režie Pierre Granier-Deferre

## Divadlo ( výběr)
- 1942 : Dieu est innocent (autor: Lucien Fabre, režie: Marcel Herrand), Théâtre des Mathurins
- 1954 : Les Sorcières de Salem (autor: Arthur Miller, režie: Raymond Rouleau), Théâtre Sarah-Bernhardt
- 1962 : Les Petits Renards (autor: Lillian Hellman, režie: Pierre Mondy), Théâtre Sarah-Bernhardt
- 1966 : Macbeth (autor: William Shakespeare, Royal Court Theatre, Londýn

## Spisy
- Seznam děl v Souborném katalogu ČR, jejichž autorem nebo tématem je Simone Signoretová
- 1976 : La nostalgie n’est plus ce qu’elle était, Éditions du Seuil, Paříž (česky Nostalgie už není, čím bývala, překlad Jitka Matějů, 1997)
- 1979 : Le lendemain, elle était souriante..., Éditions du Seuil, Paříž
- 1985 : Adieu Volodia, Éditions Fayard, Paříž

## Ocenění
- 1953: Cena BAFTA za nejlepší ženský herecký výkon v hlavní roli za film Čarodějky ze Salemu
- 1957: Nejlepší herečka na Filmovém festivalu v Karlových Varech za film Čarodějky ze Salemu
- 1958: Cena BAFTA za nejlepší ženský herecký výkon v hlavní roli za film Čarodějky ze Salemu
- 1959: Cena pro herečku na Filmovém festivalu v Cannes za film Místo nahoře
- 1959: Cena BAFTA za nejlepší ženský herecký výkon v hlavní roli za film Místo nahoře
- 1959: Nejlepší herečka podle National Board of Review (USA) za film Místo nahoře
- 1960: Oscar pro nejlepší herečku za film Místo nahoře
- 1966: Cena Emmy pro nejlepší herečku
- 1971: Stříbrný medvěd pro nejlepší herečku na Berlínském filmovém festivalu za film Kočka
- 1978: César pro nejlepší herečku za film La Vie devant soi